# Syacium longidorsale
Syacium longidorsale is een  straalvinnige vissensoort uit de familie van schijnbotten (Paralichthyidae). De wetenschappelijke naam van de soort is voor het eerst geldig gepubliceerd in 1992 door Murakami & Amaoka.
De soort staat op de Rode Lijst van de IUCN als niet bedreigd, beoordelingsjaar 2007.